# From the Terrace
 From the Terrace és una pel·lícula estatunidenca dirigida per Mark Robson, estrenada el 1960.

## Argument
Alfred Eaton (Paul Newman), un jove ambiciós que vol aconseguir les coses per si mateix sense deure-li res al seu pare, es casa amb una jove de bona família (Woodward) de Philadelphia (Pennsylvania). A poc a poc, Alfred comença a prosperar, arribant fins i tot a treballar a Wall Street, però el seu matrimoni no funciona com esperava.

## Repartiment
- Paul Newman: David Alfred Eaton
- Joanne Woodward: Mary St. John / Mrs. Alfred Eaton
- Myrna Loy: Martha Eaton
- Ina Balin: Natalie Benzinger
- Leon Ames: Samuel Eaton
- Elizabeth Allen: Sage Rimmington
- Barbara Eden: Clemmie Shreve
- George Grizzard: Alexander 'Lex' Porter
- Patrick O'Neal: Dr. Jim Roper
- Malcolm Atterbury: George Fry
- Raymond Bailey: Mr. Eugene St.John
- Howard Caine: Creighton Duffy
- Ted de Corsia: Mr. Ralph W. Benziger
- Mae Marsh: Sandy's Governess (no surt als crèdits)

## Premis i nominacions

### Nominacions
- 1961. Globus d'Or a la millor actriu secundària per Ina Balin